# Asineops
Asineops ist ein ausgestorbener Knochenfisch unklarer systematischer Zugehörigkeit. Einzige Art der Gattung ist Asineops squamifrons. Ihre fossilen Überreste wurden in der nordamerikanischen Green-River-Formation gefunden.

## Merkmale
Asineops wurde etwa 29 bis 33 Zentimeter lang und hatte einen gedrungenen, mit Rundschuppen bedeckten Körper, einen breiten Kopf mit großen Augen und eine tiefe Maulspalte. Die Augen waren relativ groß, Schädelknochen und Kiemendeckel ungepanzert. Das Maul war mit dünnen, bürstenartigen Zähnen besetzt. Fangzähne fehlten. Hart- und weichstrahliger Teil der Rückenflosse waren nicht getrennt. Die Afterflosse hatte zwei Stachelstrahlen, die Rücken-, After- und Schwanzflosse waren abgerundet. Die Anzahl der Branchiostegalstrahlen lag bei sieben. Die Seitenlinie war durchgehend.

## Systematik
Die systematische Stellung von Asineops ist bisher unklar. Es handelt sich wahrscheinlichen um einen primitiven Fisch aus der Gruppe der Acanthomorphata, der Fischgruppe mit echten, unsegmentierten Rücken- und Afterflossenstacheln, da Asineops aber keine erkennbaren Merkmale einer Fischordnung innerhalb der Acanthomorphata aufweist, muss er als incertae sedis (mit unklarer Zuordnung) eingeordnet werden.